# Lanisso Bay
Lanisso Bay ist eine Bucht an der Südostküste der Insel Neuirland in der gleichnamigen Provinz von Papua-Neuguinea. Sie ist damit Teil des Pazifischen Ozeans.

## Geographie
Die Bucht wird von einem südlichen Einschnitt der Küste der Insel Neuirland gebildet. Sie ist etwa fünf Kilometer breit und reicht bis zu vier Kilometer tief ins Land hinein. Im Westen schützt das Vorgebirge, Tauwaulik genannt, die Bucht. Die westliche Begrenzung der Bucht bildet die Landzunge, die im Kap St. Georg (englisch: Cape Saint George), dem südlichsten Punkt Neuirlands, ausläuft. Östlich begrenzt eine Landzunge mit dem kleinen Kap Bougainville die Bucht. Etwas südlich des Buchteingangs liegt die Insel Iro Island, in der Bucht befinden sich noch die Laussamanni Rocks.
Innerhalb der Bucht liegt im Westen noch die kleinere Bucht (auch englisch: Cove) Lavinia Bay, durch den sog. Banamia Point von der übrigen Bucht abgetrennt.

## Geschichte
Die Entdeckungsgeschichte der Bucht ist nicht geklärt. Vermutlich wurde die Bucht in den 1760er Jahren von dem britischen Seefahrer und Entdecker Philipp Carteret oder von dem Franzosen Louis Antoine de Bougainville zuerst erreicht.
Ab 1884 war die Südspitze Neuirlands (zu dieser Zeit Neumecklenburg genannt) Interessensgebiet der auf Neubritannien und den Duke-of-York-Inseln ansässigen Handelsfirmen. Hiernach wurde die Gegend Teil der deutschen Kolonie Deutsch-Neuguinea. Nach kurzzeitiger Zugehörigkeit zum Australischen Mandatsgebiet und japanischer Besetzung im Zweiten Weltkrieg wurde das Gebiet schließlich Teil des unabhängigen Staats Papua-Neuguinea.